# (37033) 2000 UX8
2000 UX8 (asteroide 37033) é um asteroide da cintura principal. Possui uma excentricidade de 0.09259660 e uma inclinação de 7.87205º.
Este asteroide foi descoberto no dia 24 de outubro de 2000 por LINEAR em Socorro.